# Стјепан Бобинец Шумски
Стјепан Бобинец — Шумски (Алагинци, код Славонске Пожеге, 29. новембар 1919 — Дуго Село, 29. март 1944), учесник Народноослободилачке борбе и народни херој Југославије.

## Биографија
Стјепан Бобинец рођен је 1919. године у Алагинцима код Славонске Пожеге. Пре рата је похађао гимназију у Загребу где је 1937. године постао члан Савеза комунистичке омладине Југославије. Као скојевац се нарочито истиче у револуционарном омладинском покрету. Године 1940. одлази на одслужење војног рока, те га је у војсци затекао напад на Југославију и капитулација земље. Био је заробљен и отпремљен у Осијек. Међутим, када су тамошње усташке власти установиле да је по националности Хрват, био је пуштен кући.
У јесен 1941. године запослио се на железници у Загребу као службеник. Ту се убрзо повезао са скојевском организацијом. Радио је као веза на пребацивању људи у партизане, те на прикупљању и слању војног и санитетског материјала. На том је раду остао све до почетка 1943. године, када организује групу од десетак омладинаца и омладинки и заједно с њима одлази у Мославачку ударну групу број 7. Та је група била позната по својим акцијама, а нарочито диверзијама на територији између Дугог Села и Чазме. Стјепан Бобинец, сада под надимком Шумски, убрзо након што је дошао у групу, показао се као храбар и неустрашив борац.
Шумски се истакао у читавом низу акција. Тако је једном приликом Мославачка група 7 напала два немачка камиона са војницима и једна особна кола са немачким потпуковником и једним вишим домобранским официром, који су се упутили у Иванић Град на присилни откуп стоке. Група је добила задатак да заробе официре и спроведу их у Главни штаб Хрватске. Акција је у потпуности успела, а у њој се посебно истакао Стјепан. Док су његови другови отворили из заседе ватру на камионе, Шумски је заједно с још једним другом прискочио особним колима и, не обазирући се на танад која је зујала око њега, извукао официре из аутомобила и одвукао их са цесте.
Једном другом приликом Група је дочекала у заседи камион пун немачких војника. Око половина војника је погинуло, а остали су заробљени и отпремљени у Мославину. И у овој се акцији Шумски истакао својом храброшћу. Нешто касније, Шумски је са Групом напао једну усташку постају у којој је ликвидиран велики број усташа, а међу њима и познати усташки злочинац Младен Клоштра Иванић из Чемернице. Та је акција одјекнула Мославином.
У пролеће 1944. године, Стјепан Бобинец Шумски је постављен за команданта Посавског одреда, а убрзо затим и за команданта Друге мославачке бригаде. Након кратког времена пошто је постављен на место команданта, Шумски се са бригадом нашао код села Оборова у близини Дугог Села, где су их изненада напале јаке немачке снаге потпомогнуте од усташа и Черкеза. У тешкој борби, Шумски је два пута рањен у прса и у ноге. Видевши да не може да се креће, Немци су јурнули да га заробе. Када се приближила група немачких војника, Стјепан Бобинец је активирао бомбу. Тако не само да им није пао у руке, него је са собом повео у смрт још неколицину непријатељских војника.
Његов брат Дарко, митраљезац у бригади „Браћа Радић”, погинуо је 1943. у Шемовцу, у борби за Лудбрег.
Указом председника Федеративне Народне Републике Југославије Јосипа Броза Тита, 27. новембра 1953. године, проглашен је за народног хероја.